# Mariano Beltranena y Llano
Mariano de Beltranena y Llano fue un político guatemalteco, pertenecía a una familia aristocrática. 

## Biografía

### Vida política
Fue Intendente de Nicaragua de 1816 a 1819. 
De 1820 a 1821 fue miembro de la Diputación Provincial de Guatemala, que el 15 de septiembre de 1821 proclamó la independencia absoluta del Gobierno español. 

### Jefe de Estado de Centroamérica
De 1821 a 1822 formó parte de la Junta Provisional Consultiva presidida por Gabino Gaínza.

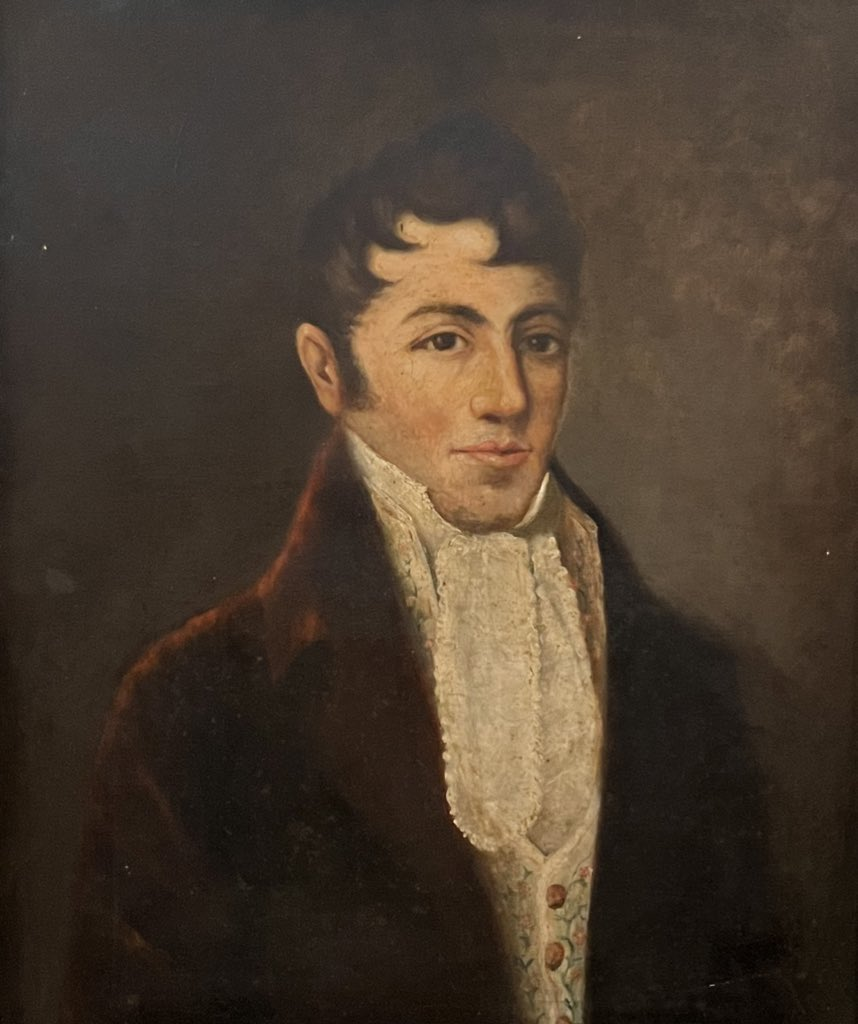
El primer vicepresidente de la República de Centroamérica. Mariano de Beltranena y Llano. Nació en la ciudad de Guatemala el 6 de diciembre de 1783. Prócer y firmante del Acta de Independencia, Murió exiliado en Cuba (1866).

En 1825 el Congreso federal  centroamericano lo eligió Vicepresidente de la República para el período 1825-1829. 
En 1828 el presidente Manuel José de Arce y Fagoaga lo llamó a ejercer temporalmente el Poder Ejecutivo, pero cuando quiso asumirlo, Beltranena se negó hasta que en abril de 1829 las tropas del general Francisco Morazán Quesada entraron en la Ciudad de Guatemala y derrocaron su administración. 
Desterrado de Centroamérica y residió durante varios años en Cuba. Regresó a Guatemala al disolverse la Federación centroamericana.
Él se volvió una persona importante para el Ataque a San Salvador durante la Guerra Guatemalteco-Salvadoreña de 1842 lo que llevó a una gran victoria pero sería traicionado y después exiliado a México y después regresaría a Guatemala en 1846 y en 1849 sería nuevamente desterrado a Cuba y regresaría por cuarta vez a Guatemala en 1862

### Fallecimiento
Falleció en Matanzas, Cuba, el 27 de mayo de 1866.